# August Kippenberg
August Kippenberg, vollständig Carl Friedrich Hermann August Kippenberg, (* 21. März 1830 in Adenstedt; † 28. Juli 1889 in Bad Rehburg) war deutscher Lehrer und Schulbegründer (Kippenberg-Gymnasium in Bremen), der die Bildung der weiblichen Bevölkerung förderte.

## Biografie

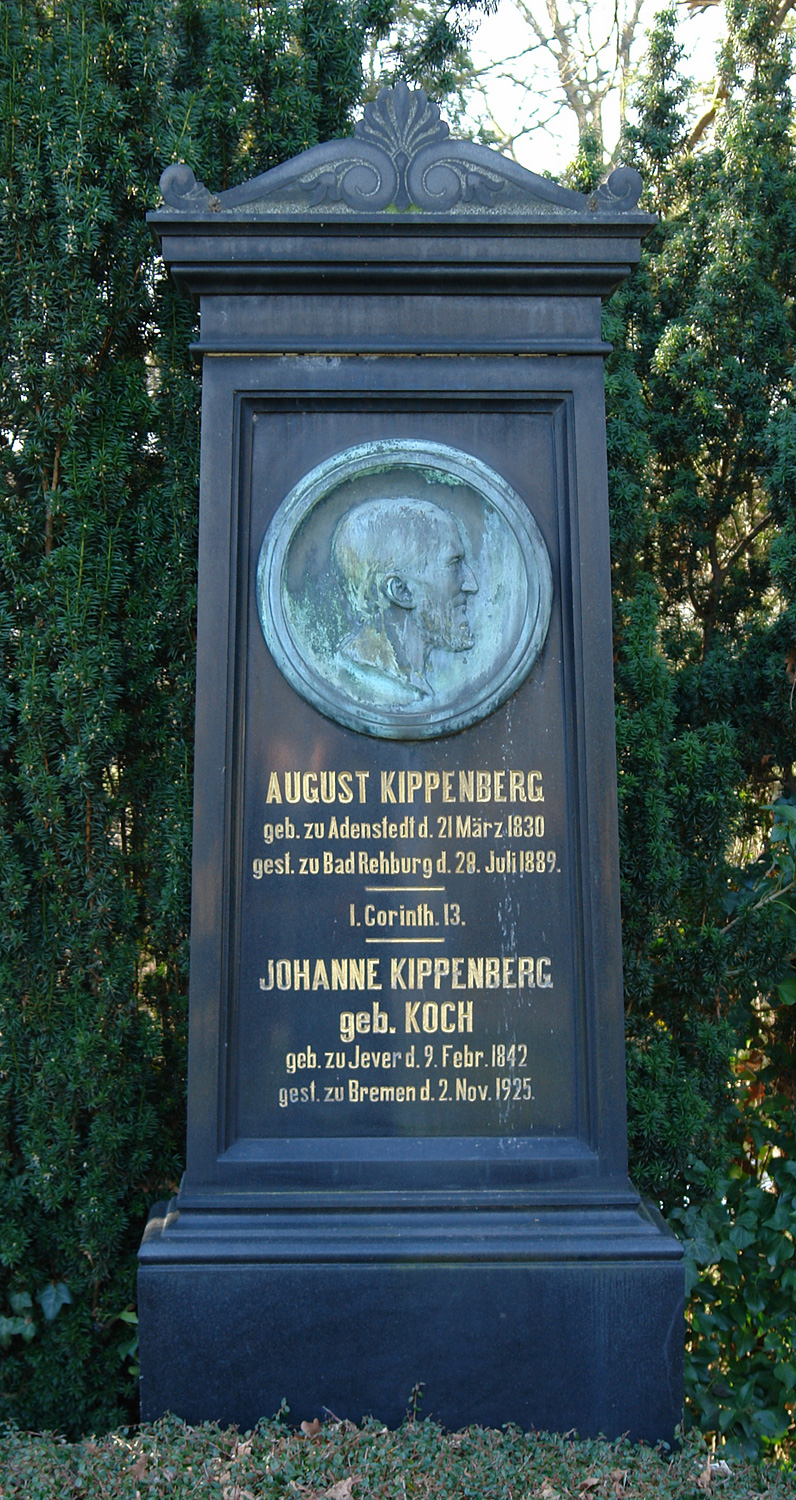
Grabstein auf dem Waller Friedhof

Kippenberg war Sohn des Chirurgen Friedrich Kippenberg (1801–1831) aus Adenstedt, dessen Vorfahren aus der Bergwerksstadt Bad Grund (Harz) stammten. Wie es zur Verbindung mit der Bremerin Meta Adelheid Carstens (1800–1865) kam, ist unbekannt. Die Mutter kehrte nach dem Tod ihres Mannes nach Bremen zurück, wo sie mit Hilfe ihrer Verwandten ein Leinen-, Drell- und Steingutgeschäft bei der Liebfrauenkirche betrieb.
Mit 16 Jahren wurde 1846 Kippenberg bereits Hilfslehrer – ohne jegliche Ausbildung erhalten zu haben – an einer Bremer Privatschule. Nach Besuch des Bremer Lehrerseminars und weiteren Lehrtätigkeiten an der Liebfrauenschule und einer Volksschule in der Bremer Neustadt ernannte ihn der zuständige Senator 1858 zum Vorsteher der Freischule in der Schmidtstraße.
Da es in Bremen keine geregelte Ausbildung für angehende Lehrerinnen gab, entschloss sich Kippenberg, ein privates Lehrerinnenseminar neben seiner festen Tätigkeit zu betreiben. Ab 1859 kann von einem privaten Kippenbergschen Lehrerinnenseminar gesprochen werden.
1862 erweiterte Kippenberg zusammen mit seiner zweiten Frau Johanne Kippenberg das Seminar zur Lehranstalt für erwachsene Töchter und Lehrerinnenseminar. Aufgrund der Doppelbelastung trat er bereits 1869 aus dem Staatsdienst aus und übernahm eine weitere Mädchenschule. Nach einem Schulbrand gelang es ihm 1869 ein größeres Gebäude Am Wall zu erwerben.
1872 erhielten August und Johanne Kippenberg die Konzession zur Errichtung einer Höheren Töchterschule, die in den nachfolgenden Jahren zur größten privaten höheren Mädchenschule Deutschlands wurde. Zugleich verfasste er Bücher (unter anderem über die Lebensgeschichte der Bremer Lehrerin Betty Gleim) und gab ein überaus erfolgreiches mehrbändiges Deutsches Lesebuch für höhere Mädchenschulen in Deutschland heraus.
Kippenberg ist 1881 Mitglied der Freimaurerloge Friedrich Wilhelm zur Eintracht in Bremen geworden.
1888 erkrankte Kippenberg ernstlich und verstarb 1889 bei einem Aufenthalt zur Kur in Bad Rehburg.
Nach seinem Tod leitete seine Frau Johanne Kippenberg die Schule noch 15 Jahre lang weiter, bis sein Sohn Hermann August Kippenberg diese 1904 übernahm und in ein staatliches Oberlyzeum überführte, aus dem später das Kippenberg-Gymnasium hervorging.

## Nachkommen
10 Kinder:
- Ernst Friedrich Kippenberg (* 1858; † 21. November 1881 in Bremen)
- Hermann Kippenberg (* 1863; † 1940 in Bremen)
- Johann Friedrich Gerhard Kippenberg (* 29. April 1866 in Bremen; † 8. Februar 1911 in Bremen), Frauenarzt im St.-Josephs-Stift in Bremen
- Anna Wegner geb. Kippenberg (* 11. Oktober 1867 in Bremen; † 27. Juni 1955 in Hamburg): Einer ihrer Söhne ist Max Christian Wegner (1893–1965), Verleger
- Hermann August Kippenberg (* 4. September 1869 in Bremen; † 16. Januar 1952 in Bremen), Pädagoge, Schulleiter der Kippenbergschule in Bremen
- Heinrich Kippenberg (* 2. Juni 1873 in Bremen; † 13. Juni 1960 in Socking, Landkreis Starnberg, Bayern)
- Anton Kippenberg (* 22. Mai 1874 in Bremen; † 21. September 1950 in Luzern, Schweiz), Verleger, Insel-Verlag Leipzig

## Werke
- Betty Gleim – Ein Leben und Charakterbild, Bremen 1882
- Esaias Tegnèr, Bremen 1884
- Deutsches Lesebuch für Höhere Mädchenschulen, 6 Bd. bis zu 46. Auflage, Bremen 1885–1928